# Karel Erbes
Karel Erbes (* 29. května 1935 Polička) byl český a československý politik KSČ, za normalizace ministr obchodu a cestovního ruchu České socialistické republiky.

## Biografie
Pocházel z dělnické rodiny. Vychodil základní školu a maturoval na gymnáziu. Absolvoval Vojenskou akademii A. Zápotockého v Brně a postgraduální studium na Vysoké škole ÚV KSČ v Praze. Členem KSČ byl od roku 1955. V letech 1958-1976 byl zaměstnancem podniku Adast Polička, kde vystřídal několik postů (technolog, konstruktér, výrobně technický náměstek ředitele). Roku 1971 se stal ředitelem této firmy. V období let 1976-1978 zastával post vedoucího oddělení stranické práce v průmyslu při Krajském výboru KSČ pro Východočeský kraj a následně v letech 1978-1984 tajemníka pro stranickou práci v průmyslu. V období let 1984-1985 byl zástupcem vedoucího oddělení stranické práce v průmyslu při Ústředním výboru Komunistické strany Československa. Roku 1985 se stal vedoucím oddělení stranické práce v průmyslu, dopravě, stavebnictví a obchodu. XVII. sjezd KSČ v roce 1986 ho zvolil členem Ústředního výboru Komunistické strany Československa. Byl mu udělen Řád práce a Vyznamenání Za zásluhy o výstavbu.
V březnu 1989 byl jmenován členem české vlády Josefa Korčáka, Ladislava Adamce a Františka Pitry jako ministr obchodu a cestovního ruchu. Na postu setrval do prosince 1989.